# Bayog
Bayog es un municipio de Tercera Clase de la provincia en Zamboanga del Sur, Filipinas. De acuerdo con el censo del 2000, tiene una población de 26,248 en 5,060 hogares. La alcaldesa del municipio de Bayog es Mary Ann Lucero-Cartalla.
Las atracciones turísticas en Bayog incluyen los Saltos de Buco a 30 metros de altura, los Manantiales calentes de Sigacad en el Barangay Sigacad, y las Cavernas de Balumbunan, en el que se pueden observar millares de pájaros exóticos.

## Historia
Hacia 1953, un enorme número de inmigrantes se establecieron permanentemente en esta área que ese entonces era poblada escasamente por indígenas subanen (o subanon). Desde ese momento, el barrio Bayog entró de manera formal bajo el municipio de Malangas. Bayog fue adoptado como nombre oficial del barrio, pues este lugar era conocido por los nativos por la abundancia de árboles bayog en el lugar.
Las enormes oportunidades en agricultura, negocio y empleo atrajeron a más colonos en el área, particularmente entre 1957 y 1958. la afluencia de colonos fue dada con más ímpetu cuando SAMAR MINING COMPANY (SAMICO) construyó cuarenta y dos kilómetros (42 kilómetros) de carretera desde Bobuan a su embarcadero en Pamintayan. Antes de 1959, Bayog era ya mucho más grande para ser un barrio. Por ello, otro barrio fue creado que ahora es el actual barangay Kahayagan. Cuando el municipio de Buug (también un antiguo barrio de Malangas) fue creado en 1960, Bayog y el barangay Kahayagan pertenecían entre los demás barrios bajo su municipalidad.
A comienzos de 1963, tres años después de que la ruta de SAMICO fuera completada y la compañía estaba en la operación full-ráfaga, la población de Bayog autorizó la creación de un nuevo municipio. Así, el 14 de noviembre de 1964, Bayog comenzó a funcionar como municipio corporativo separado y distinto del municipio de Buug en virtud de la orden ejecutiva publicada por el entonces presidente Diosdado Macapagal. Sin embargo, el 15 de febrero de 1966, el joven municipio fue disuelto y entró nuevamente dentro de su estatuto anterior como uno de los barangayes dentro de la Municipalidad de Buug en virtud de una decisión del Tribunal Supremo en el caso de Peláez contra el Auditor General. El entonces senador Peláez aceptó la creación de un nuevo municipio con una orden ejecutiva que se había hecho contra la ley pues igual era una prerrogativa del congreso.
El municipio de Bayog se convirtió en el 29.º municipio de la provincia de Zamboanga del Sur el 8 de mayo de 1967 en virtud del acto 4872 de la república, autorizado por el entonces Congresista Vincenso Sagun. El nuevo municipio tenía dentro de su jurisdicción veinte barangayes. Estos eran barangayes Bayog o Población, Bobuan, Datagan, Pulangbato, Dipili, Salawagan, Lamare, Damit, Depase, Pangi (ahora San Isidro), Liba, Datagan I, Datagan II, Mataga, Dimalinao, hornada, Depore, Kahayagan, Matun-og y Kanipaan. A finales del año los barangays Supón, Canoayan, Dagum, Camp Blessing, Conakon, Matin-ao, Balukbahan, Sigacad, Deporehan, Bantal y Balunbunan fueron creados en virtud de una Resolución Provincial. En 2006, un barangay nuevo fue agregado a su municipio, cuando a Mataga le fue concedida la autonomía y fue separado de Depase. Hasta la fecha, el municipio tiene 29 barangayes dentro de sus límites jurídicos.

### Alcaldes de Bayog
| Alcalde                   | Vicealcalde      | Gestión   |
| ------------------------- | ---------------- | --------- |
| Juan Tagabuen             | Antonio Ejudo    | 1967      |
| Dominador Salomón         | Alfonso Carballo | 1967-1971 |
| Valentín Cercado          | Felipe Dulatre   | 1971-1975 |
| Valentín Cercado          | Felipe Dulatre   | 1971-1980 |
| Valentín Cercado          | Emercindo Fullo  | 1980-1986 |
| Dominador Salomón         | Frank Mabulay    | 1986-1987 |
| Constantino Belza         | Lydia Lucero     | 1987-1988 |
| Emercindo Fullo           | Melody Belza     | 1988-1992 |
| Melody Belza              | Nerrisa Lucero   | 1992-1995 |
| Melody Belza              | Frank Mabulay    | 1995-1998 |
| Melody Belza              | Baltazar Caberte | 1998-2001 |
| Mary Ann Lucero-Cartalla  | Severo Opay      | 2001-2004 |
| Mary Ann Lucero- Cartalla | Pedro Anlap      | 2004-2007 |
| Mary Ann Lucero- Cartalla | Pedro Anlap      | 2007-2010 |

## Geografía
La ciudad limita al norte por Godod, Bacungan, y Siayan; al este por Lakewood; al sur por Kumalarang, Buug, y Diplahan; y al oeste por Kabasalan.
La ciudad se sitúa parcialmente en el Valle Sibougey regado por el Río Sibougey, por el Río Dipili, y por el Río Depore. el 75% es de terreno rugoso con una elevación de hasta 30 metros.

## Barangayes
Bayog está administrativamente subdividida en 29 barangayes.
| - Baking - Balukbahan - Balumbunan - Bantal - Bubuan - Camp Blessing - Canoayan - Conacon - Dagum - Damit - Datagan - Depase - Dipili - Depore | - Deporehan - Dimalinao - Kahayagan - Kanipaan - Lamare - Liba - Mataga - Matin-ao - Matun-og - Pangi (San Isidro) - Población - Pulang Bato - Salawagan - Sigacad - Supón |

## Economía
Bayog posee uno de los más rápidos crecimientos económicos de la provincia, puesto que tiene uno de los mayores ingresos en toda Zamboanga del Sur, con una renta anual que sobrepasa los 25 000 000 de pesos que son obtenidos por la empresa privada, negocios, y las minas de arena y grava que pertenecen a su jurisdicción.
En la actualidad, hay una institución financiera que opera en la ciudad y cooperativas numerosas que contribuyen también a la renta total. Dos empresas empeñadoras también han comenzado a trabajar en la ciudad, la empeñadora M. L'Huillier y la de Bayog.
Debido a que Bayog es en sí un área agrícola, hay más de 20 molinos de arroz y de maíz que se pueden encontrar en el municipio. Sus productos se comercian con las ciudades vecinas tales como Zamboanga y Pagadian. Bayog también se ha considerado como el “granero del arroz de la región IX”. La gente de la ciudad vive principalmente de la cosecha y productos derivados de animales domésticos. Ayuda a ello que la ciudad es situada en un llano ancho regado por el río Sibougey teniendo la tierra bastante rica para esta producción. Dos presas se encuentran en el municipio, tales como la Presa de Irrigación de Sibouguey y la Presa de Irrigación del Río Dipili que es responsable de irrigar más de 100 kilómetros cuadrados de campos dedicados al cultivo del arroz. Estas presas fueron erigidas al término de los años 70 con el esfuerzo del Proyecto Filipino-Australiano de Desarrollo. A la actualidad son manejadas por la Administración Nacional de Irrigación, a través de su sede en la ciudad.
La ciudad también se ha denominado como el centro de ganado de la región por el Centro de Desarrollo Ganadero de Mindanao Occidental en el barangay Kahayagan que es responsable de la mejora de los productos animales dentro de la península de Zamboanga.
La gente también se ha encargado de conservar la naturaleza debido a la exuberante flora que se puede encontrar en la región. En ocasiones, Bayog también fue reconocido como el país de la madera.
La explotación minera también es practicada por la gente. La minería aurífera se concentra en el barangay Depore mientras que el cobre, el plomo y el acero se trabajan en Brgy. Bubuan y Brgy. Liba. Varias compañías ya han comenzado sus exploraciones aquí, algunos de éstas son Toronto Ventures Incorporated (TVI), Cebú Ore Mining Inc, Miki Trio Ore Mining Inc., y algunos mineros de pequeña escala que también tienen su propia organización, the Monte de Oro Small Scale Mining Association (MOSSMA), (en español: la Asociación de Explotación Minera a Escala Pequeña Monte de Oro).

## Educación
En la ciudad se encuentra la Universidad Estatal Josefina H. Cerilles el cual abastece las necesidades educativas de la población del municipio y de las ciudades vecinas. Ofrece educación barata a las personal rurales. Ésta reemplazó la Unidad de Estudios Externos de Universidad Estatal de Mindanao Occidental, que por nueve años ha servido al municipio de Bayog y les daba el acceso a la educación superior a los bayoganos. Bayog también tiene 4 escuelas secundarias, de la cual la Colegio Nacional de Bayog es considerada como una de la escuela más resaltantes de la provincia de Zamboanga del Sur. Las escuelas primarias de esta ciudad son 33 de la cual 1 sola es privada, la Escuela Elementaria SDA Siboguey que pertenece a la Iglesia Adventista del Séptimo Día. Todas las escuelas públicas son manejadas a través de una sede situada en la Escuela Central.

## Infraestructura

### Carreteras
La red de carreteras del municipio se compone de 195.42 kilómetros del cual 7.556 kilómetros son de concreto, 133.344 kilómetros de cemento y 54.520 kilómetros de tierra.

### Facilidades de transporte
Los expedientes municipales demuestran que hay 134 triciclos registrados/Habal-Habal hasta diciembre de 2005. Hay 50 vehículos privados en el municipio. Hay también autobúses y camioneticas de pasajeros que conducen de Bayog a Buug, ruta Bayog-Pagadian. Hasta la fecha, hay 2 autobuses que en la ruta Bayog-Zamboanga. Fuera de los veintiocho barangayes, solamente dos barangayes no son accesibles en vehículos debido a las condiciones muy pobres de carreteras. Los residentes se transportan a caballos o carabaos para transportar sus productos de granja hasta el punto donde está accesible el transporte.

### Puentes
El municipio de Bayog tiene nueve (9) proyectos del Tulay ng Pangulo construidos en los barangayes Dipili, Depase, Balunbunan, Depase, Canoayan, Lamare, Bobuan, Depore y Población.

### Energía
La energía eléctrica existente del municipio es proveída por la Corporativa Eléctrica de Zamboanga del Sur II (ZAMSURECO II) a través de su estación en el municipio de Buug y Zamboanga Sibugay. Actualmente, el municipio tiene 16 barangayes que se están abasteciendo de energía por esta corporación, estas son: Población, Damit, Salawagan, Depore, Dipili, Lamare, Depase, Supón, Matun-og, Kanipaan, Kahayagan, Liba, Canakon, Bobuan, Canoayan y San Isidro.

### Agua
El gobierno local de Bayog tiene su sistema de agua de Nivel III que provee a la gente en Población y Kahayagan. Los tipos de sistema de agua usados en los diversos barangays se clasifican en Nivel I (pozos profundos y manantiales) Nivel II (manantiales desarrollados con grifos comunales) y Nivel III (con conexiones individuales a los hogares).

### Facilidades de Comunicación

#### Teléfonos
Una oficina pública llamada Philippine Long Distance Telephone Company (PLDT) funciona en el municipio. El RCPI, una compañía de telégrafo así como el Smart Tawag Center tiene ya su sede en el municipio.

#### Telégrafos
El Buró de la Telecomunicación proporciona los servicios telegráficos del municipio localizada en el centro gubernamental.

#### Teléfonos Celulares
Smart y Globe han establecido una sede de celulares situado en el Barangay Kahayagan. La señal alcanza los barangays vecino de Población, Depase, Damit, Lamare, Dipili, Depore, Supón, Kanipaan.

#### Correos Postales
La oficina postal que maneja todos los servicios de correo a través del municipio es la Corporación Postal de las Filipinas que opera en el municipio con dos (2) oficinas postales. No hay compañías privadas de servicios de entrega de correo en el municipio. El volumen de correos entrantes en 2004 alcanzó 18.200 y 320 en 2005. Los correos salientes en 2004 sumaron 4.720 y 2.920 en 2005.

#### Televisión
Hay una (1) red de cable que funciona en el municipio. Proporciona diecisiete (17) canales. En el 2005, hay un (1) transmisor receptor de radio operada por la Policía Nacional Filipina (PNF). El 102 Lamare Compass FM es la única estación de radio en el municipio. Está situada en el barangay Lamare en Bayog, Zamboanga del Sur. La Community e Center (CeC) provee servicio de internet a la gente y otros servicios ICT. La CCE es controlada y pertenece al gobierno municipal.

### Mercado Público
El nuevo edificio del mercado público tiene 180 puestos ocupados por diversos grupos de comercio. La sección de pescados y de carne tiene 40 puestos, la sección de frutas y la antigua carenderia está compuesta de 15 puestos, la sección de productos secos 15 puestos, y el edificio nuevo de Carenderia con 7 puestos. A la fecha hay otros 6 puestos nuevos en el mercado que trabajan de noche. Una nueva fase del mercado público está bajo construcción y agregará nuevas 25 puestos más.

### Turismo y Recreación
Bayog tiene un gimnasio grande con una capacidad de 4500 espectadores, siendo una de los más grandes de la provincia. Éste gimnasio posee campos de bádminton y se puede jugar con un coste mínimo de 10.00 pesos filipinos. Otros tres gimnasios en la ciudad también albergan grandes concentraciones de personas, como el gimnasio Kahayagan, el gimnasio BCES y el gimnasio BNHS. Hay también cuatro campos de tenis (BALTEC, NIA, Complejo Deportivo Kahayagan, WESMILDEC), mantenidos por el Club de Tenis de Césped de Bayog. Los complejos deportivos de las escuelas secundarias y universitarias son también capaces de albergar grandes eventos. Bayog recibió el premio del Centro Atlético de la Provincia en 1997 y se espera que la reciba otra vez en 2007. La plaza municipal de Bayog también se conoce y se considera como el parque recreacional más hermoso de la provincia.
- El Río Dipili - fue reconocido como el río más limpio de las Filipinas.
- Centro de Desarrollo Ganadero de Mindanao Occidental - conocido por sus hermosos edificios y casa de huéspedes. Se encuentra en una colina que pasa por los alrededores de la ciudad.
- Punto de Encuentro - un conjunto de parques que sirve de recreación para los jóvenes durante los fines de semana.
- Presa de Supon - una presa que se distingue por sus bellos paisajes.
- Puente Bailey - un puente modular de 55 metros que cruza el Río Sibougey.
- Cuevas Escalante - situadas en Brgy, Lamare. Se compone de más de 60 cuevas del municipio.

## Centro Municipal
Ésta es la atracción principal del municipio, que está situado en el corazón de la ciudad. En su centro se encuentra el edificio municipal socarrado, que ofrece el Parque de Niños; una fuente gemela que tiene el mapa de la ciudad dibujado en ella; un campo de flores, un proyecto prioridad de la actual administración; una estatua del héroe nacional; las famosas 30 astas, y los bellísimos árboles Bayog, en el que se cree que murió el Subanen Datu que era considerado como el colono de la primera ciudad.
En su derecho, residen las Jefaturas de la Policía Nacional de las Filipinas, la Asociación de Tenis de Césped de Bayog, la Cantina Municipal, el Motorpool Municipal, la Clínca de Maternidad SIVAFA, y las jefaturas de AFUZS.
A su izquierda se encuentra el edificio ABC, la sede de DILG, un pasillo de la sesión, el Centro Municipal de Salud de Bayog, y el gimnasio municipal con una capacidad de 3,500 personas.
A lo largo del Pasillo Municipal, se puede avistar la Casa de Jubilación, la oficina de correos, la Oficina del Agrónomo, el Departamento del transporte y Comunicación, el Departamento del Ambiente y Recursos Naturales, el Departamento de la Asistencia Social en Desarrollo, el Centro de Guardería Municipal, el novedoso E-Center y la Piscina Municipal.
En su parte trasera está la Enfermería municipal, y la Casa Municipal del Huésped.

## Festividades
Los días feriados propios de Bayog son los siguientes:
- 3.ª semana de Enero, el Sinulog sa Kahayagan que ofrece carnavales y bailes al aire libre en honor al Santo Niño.
- 8 al 10 de mayo, la celebración del Araw ng Bayog ("día de Bayog" en castellano).
- 8 de mayo, el festival tribal entre las diversas tribus que residen en Bayog.
- 9 de mayo, el festival de Buklog, un ritual para la fertilidad de los Subanen.
- 17 de septiembre, la celebración del Araw ng Zamboanga del Sur ("día de Zamboanga del Sur" en castellano).
- 3.ª semana de Noviembre, el banquete de San José el trabajador.

## Premiaciones
- El municipio más limpio y más verde 1995, categoría B
- El municipio más limpio y más verde 1996, categoría B
- El municipio más limpio y más verde 1997, categoría B
- El municipio más limpio y más verde 2005, categoría B
- El municipio más limpio y más verde de la región IX (1995,1996,1997,2005)
- El río más limpio en Zamboanga del Sur (1995 al presente)
- El río más limpio en la región IX (1995 al presente)
- El río más limpio en las Filipinas (1995,1997,2005)

## Escuelas

### Educación Preescolar
Públicos
- Centro de Unión de Bayog
- Centro de Unión de Barangay

Privados
- Centro de Aprendizaje San José
- Centro de Aprendizaje Temprano de la Biblia Bautista de la Libertad
- Centro de Aprendizaje de la Convención Bautista
- Centro de Aprendizaje SDA del Valle Sibougey

### Educación Primaria
Públicos
| - Escuela Primaria de Baking - Escuela Primaria de Balumbunan - Escuela Primaria de Bantal - Escuela Primaria de Bubuan - Escuela Primaria Camp Blessing - Escuela Primaria de Canoayan - Escuela Primaria de Conacon - Escuela Primaria de Dagum - Escuela Primaria de Damit - Escuela Primaria de Datagan - Escuela Primaria de Depase - Escuela Primaria de Dipili - Escuela Primaria de Depore - Escuela Primaria de Deporehan - Escuela Primaria de Dimalinao | - Escuela Primaria de Kahayagan - Escuela Primaria de Kanipaan - Escuela Primaria de Lamare - Escuela Primaria de Liba - Escuela Primaria de Mataga - Escuela Primaria de Matinao - Escuela Primaria de Matunog - Escuela Primaria de Monte de Oro - Escuela Primaria de Pangi (San Isidro) - Escuela Primaria Bayog Central - Escuela Primaria de Pulang Bato - Escuela Primaria de Salawagan - Escuela Primaria de Sigacad - Escuela Primaria de Supón |

Privados
- Escuela Primaria SDA del Valle Sibougey

### Educación Secundaria
Públicos
- Secundaria Nacional de Bayog
- Secundaria Nacional de Damit
- Secundaria Nacional de Bubuan
- Secundaria Nacional de Mataga

### Educación Superior
Públicos
- Universidad Estatal Josefina H. Cerilles
- Universidad Estatal de Mindanao Occidental (extinta en 2004, fue sustituida por JHCSC)